# Ceiba chodatii
El palo borracho de flor blanca (Ceiba chodatii), también llamado yuchán, es una especie de árbol caduco de la subfamilia Bombacoideae, nativo de las selvas tropicales y subtropicales de Sudamérica. Erróneamente, durante décadas se conoció a este taxón con el nombre de una especie del Perú: Ceiba insignis (Chorisia insignis).

## Descripción
Es un árbol mediano, corpulento, fuste abultado; alcanza de 5-23 m de altura, ramificado con ramas gruesas en el extremo del fuste, copa abierta, redondeada.  Hojas alternas, caducas, palmaticompuestas, con cinco folíolos, bordes aserrados, obovados, de 5-10 x 2,5-5 cm; pecíolo largo, de 6-12 cm de largo. Ramas primarias disminuyen su diámetro en el extremo; las secundarias, gruesas, cortas. Corteza lisa, verdosa a grisácea (según edad), con estrías verticales, y arrugas horizontales. Presenta gruesos aguijones cónicos leñosos.
Inflorescencia con flores perfectas, solitarias, grandes, blancas cremosas, de 8-15 cm de largo; cáliz acampanado verde amarillento, y corola de cinco pétalos unidos en la base, con estrías púrpuras; cinco estambres, largos, unidos, ovario súpero.
Fruto cápsula grande, oblonga, verdosa; al madurar se abre por cinco valvas, y en su interior una fibra blanca semejante al algodón, que rodea semillas negras.

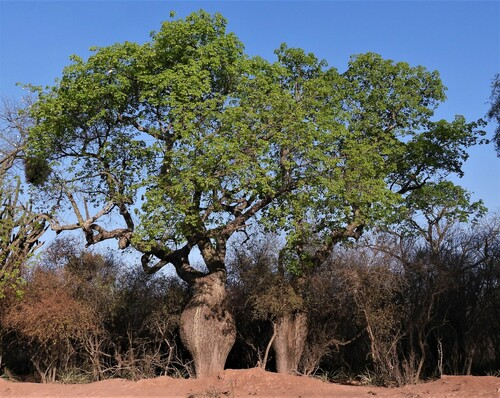
Ceiba chodatii en su área natural, Salta (Argentina)

## Ecología

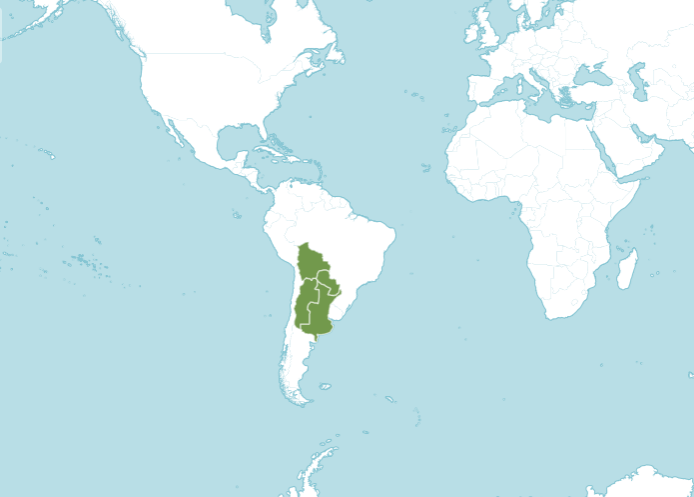
Área de distribución nativa de Ceiba chodatii (Hassl.) Ravenna.

Se da en suelos permeables, con napa profunda, y en bosques de transición entre Chaco y Yungas, con ambientes más secos. En el Chaco serrano con  Schinopsis marginata. El frío es un factor limitante en su rango.
Es endémica de Argentina, Bolivia y Paraguay; en el Chaco subhúmedo, norte del Chaco semiárido y el Chaco serrano, en Yungas.

## Taxonomía
Ceiba chodatii fue descrita por (Hassl.) Ravenna y publicado en Onira 3(15): 44. 1998.

### Etimología
El género Chorisia está dedicado a J.L.Choris, artista y viajero con el naturalista Kotzebue. 
chodatii: epíteto otorgado en honor del botánico suizo Robert Chodat.

### Sinonimia
- Ceiba insignis (Kunth) P.E.Gibbs & Semir 1988
- Chorisia chodatii basónimo
- Chorisia insignis Kunth 1822 (basónimo)
- Chorisia josefinae
- Chorisia chodatii f. coaetanea Hassl.
- Chorisia chodatii f. praecox Hassl.[3][4]

## Nombres comunes
Tiene varios nombres comunes locales: palo borracho, árbol botella, samu’ũ. Pertenece a la misma familia del baobab y del kapok. Otra especie del género Ceiba, Ceiba speciosa, también recibe el mismo nombre común.